# Stefano Maria Cingolani
Stefano Maria Cingolani (Roma, 7 de diciembre de 1956) es un historiador medievalista italiano instalado en Cataluña, doctor en filología románica en la Universidad La Sapienza de Roma. Entre 1989 y 2000 fue investigador en la Universidad de Roma II Tor Vergata, enseñando filología románica, latín medieval y literatura catalana medieval. En Cataluña ha ejercido de profesor visitante de literatura medieval catalana en la Universidad de Barcelona entre 1995 y 1999 y en 2000 de profesor visitante de literatura italiana medieval en la Universidad Pompeu Fabra. También colabora con la Universidad Abierta de Cataluña (UOC) para la que ha escrito algún material. Se ha especializado, entre otros temas, en la literatura catalana y en historiografía catalana de los siglos X al XIV. Es un especialista en la época y vida del rey Pedro III del que ha publicado un epistolario con documentos inéditos. Es un historiador preocupado también por la divulgación. En 2006 realizó una edición crítica de Lo somni, de Bernat Metge (Editorial Barcino).
En 1988 a raíz de la recepción de una beca del Instituto de Estudios Catalanes empieza a ir a Cataluña regularmente. Irá enlazando becas y idas y venidas hasta 1995, cuando ya se estableció en Barcelona.

## Obras
- Joan Roís de Corella. La importància de dir-se honest (1997). Premio Joan Fuster de ensayo
- Le storie dei longobardi: dall'origine a Paolo Diacono
- Bernat Desclot i les dues redaccions de la crònica (2006)
- La memòria dels reis. Les quatre grans cròniques (2006)
- Historiografia, propaganda i comunicació (2006)
- Jaume I. Història i mite (2007)
- Pere el Gran. Vida, actes i paraula (2010)
- Ramon Muntaner de Perelada. Vida, viatges i relats (2015)
- Gestes dels comtes de Barcelona i reis d'Aragó (2019)
- L'infant Pere i la comtessa Joana de Foix (2019)
- Epistolari. Pere III el Cerimoniós (2020)
- Sant Jordi. Una llegenda mil·lenària (2020)